# 全日本女子プロレス中継
全日本女子プロレス中継（ぜんにほんじょしプロレスちゅうけい）とは、かつてフジテレビが行っていたプロレス中継である。レギュラー放送されていた固有名称ありの番組としては『女子プロレス・真赤な青春』や『女子プロレス』などがある。

## 番組概要
基本的には関東地区ローカルで、主に日曜日の午後もしくは夕方に、90分枠で不定期に放映されていた（後年深夜に移動）。1970年代から1990年代において数回起きた「女子プロレスブーム」を牽引する一助ともなった。1970年代末期および1980年代中期には、先述の枠と並行してゴールデンタイムで30分枠のレギュラー番組も放映された。

## 歴史
- 1968年12月1日、この年に旗揚げした全日本女子プロレスの試合を、フジテレビが「日曜指定席」という特番枠にて放映したのが始まりである。一時はフジテレビ以外の局でもごく散発的に同団体の試合放映が行われた。その後、正確な開始年月は不明であるが、同局で不定期に中継が行われるようになった。
- 1977年、ビューティ・ペアによる女子プロレスブームが起こると、元来の不定期枠と並行して、19時台に「女子プロレス・真赤な青春」のタイトルで週一回のレギュラー番組を開始、30分枠ながらゴールデンタイムに進出を果たした（1977年7月15日 - 1979年9月28日。フジテレビで毎週金曜19:00 - 19:30。ローカルセールス枠。）。このブームをきっかけにして、当番組を流す地方局も出始めた（後述の1980年代および1990年代のブームの際も同様に、遅れネットながら地方局で放送されるケースがいくつか見られた）。平均視聴率は14〜15%（ビデオリサーチ調べ・関東地方）を誇ったが、ビューティ・ペアの解散後それは下降し、1979年9月の時点では平均9.6%。「ビューティ・ペアに続くスターがなかなか出て来ない」（フジテレビ編成部・談）からということでゴールデンタイムから撤退、以後は日曜午後（16時〜17時台）の『日曜スペシャル』で月2回ほどの中継を継続するのみとなった[1]。
- 1980年代中期、再び不定期枠一本に戻っていたところで、クラッシュギャルズが再び女子プロレスブームに火を点けると、一旦消滅したゴールデンタイムのレギュラー枠が「女子プロレス」のタイトルで復活（1984年7月9日 - 1986年9月22日。フジテレビで毎週月曜19:00 - 19:30）。人気は最高潮に盛り上がり、「金曜おもしろバラエティ」などの単発枠にて、ビッグマッチが特番として数回、全国放映されたりした。また、これらとは別に関東ローカルで「女子プロレスタイム」というタイトルで新人の試合を中心に中継をする放送枠も設けられていた（1985年頃。土曜17:30 - 18:00）。

しかしその後、ブームの退潮と共に視聴率も低下し、ゴールデンタイムのレギュラー枠から再度撤退。これ以降は、レギュラー・特番通じてゴールデンタイムに放映されることはなかった（ただし関西地区では、1985年8月に行われた長与千種VSダンプ松本の「敗者髪切りデスマッチ」が「残酷」との苦情がテレビ局〔関西テレビ〕に寄せられたため、この試合を契機に番組自体が同局では打ち切りとなり、サンテレビ・KBS京都・テレビ和歌山へ移行した）。
- その後、元来の不定期枠も、深夜へと移行。それでも「オールスター戦」や「東京ドーム大会」といった、1990年代のいわゆる「対抗戦ブーム」の際には、昼間枠と深夜枠で2回に分けて放映された。
- 末期にはフジテレビのお台場本社スタジオにて試合が行われたこともあった。
- 1997年8月31日放送分からケイ・グラントとシルビアをMCに置き、スタジオで進行するスタイルにリニューアルしたが、この回に放送した8月20日日本武道館大会から選手の離脱が相次ぎ、10月には全女倒産騒ぎが起き、12月放送分を最後に放映が事実上ストップ状態になった。2回も過去の総集編が放映され、最初の総集編放映時のエンディングでは「これからも女子プロレスに注目していきたいと思います」とアナウンスされた。
- そして1998年7月、番組コンセプトを大幅に変更し「格闘女神ATHENA」として放映されることとなった。

## テーマ曲
- アール・エレソン・マッコイ「ライツアウトマーチ」（開始当初。当時のフジテレビスポーツ番組共通テーマ曲）
- Jeff Tyzik「Love Ya」
- 窪田宏「Swan Lake-Danses Des Cygnes (白鳥の踊り)」
- ビューティ・ペア「真赤な青春」（「女子プロレス・真赤な青春」時代）
- ジャッキー佐藤「美しい決意」（同上。1979年にマキ上田が試合に敗れて引退し、ビューティ・ペア解消後に使用）
- ジャッキー佐藤「ポケット一杯の涙」（ジャッキー佐藤シングル活動時）
- 「BEAUTIFUL CHALLENGERS」（1980年代より番組のエンディングテーマとして使用。当時の若手選手の入場テーマ曲としても使われた）

※ なお、1993年に“『全日本女子プロレス中継』オープニング・テーマ”という名目の「Deep Up!」という曲がCDシングル化されたが、実際の番組では使用されなかった。同曲のカップリングは、豊田真奈美 / 山田敏代によるデュエット曲「POWER ON THE DREAM」で、こちらは番組内の“歌のコーナー”で何度も流れている。

## スタッフ
- プロデューサー：高田明侑、青柳弘邦、熊田共一
- ディレクター：小林延行
- 技術協力：八峯テレビ
- 制作：フジテレビ第二制作部
- 制作著作：フジテレビ

## 放送局
- フジテレビ
- 秋田テレビ - 時差ネット。
- 福島テレビ - 30分版『女子プロレス』を1984年10月8日から1986年9月まで同時ネットで放送[2]。
- 新潟総合テレビ
- 富山テレビ - 30分版『女子プロレス』を1985年4月6日から放送。土曜 17:30 - 18:00の遅れネット[3]。
- 山梨放送 - 30分版『女子プロレス』を1985年10月から放送。
- 東海テレビ - 90分版・30分版ともに不定期放送。中断時期あり。
- サンテレビ
- 関西テレビ - 30分版のみ。
- KBS京都
- テレビ新広島 - 90分版・30分版ともに不定期放送。
- テレビ西日本
- サガテレビ
- 鹿児島テレビ

## 備考
- 実況は元日本テレビアナウンサーの志生野温夫が担当。1990年代には三宅正治など、フジテレビの局アナも実況に加わった。
- また解説者には、植田信治（コミッショナー）・宮本久夫・安部正之・佐藤匠市など、当時の全日本女子プロレス全体の後援紙だったデイリースポーツの記者が就いた。それに引退して裏方に回った元レスラーや、試合に出場していない現役のベテランレスラーが加わることもあり、ジャガー横田が引退して解説席に座っていた時の志生野との掛け合いも「名物」となっていた。
- 放送席に毎回必ず1 - 2組のタレントを「ゲスト」として迎えるのが、当番組の大きな特徴であった。常連となったゲストも数多く（団しん也、鈴木ヒロミツ、谷隼人・松岡きっこ夫妻など）、変わったところでは当時筑波大学の助教授にして、同局放送のクイズ番組『スター家族スタジオ』のレギュラー解答者[4]だった相馬隆が出演していた。これらのゲストがレスラーの場外乱闘に巻き込まれるのも、当番組の「お約束」になっていた。
- また、会場レポーターを、タレントの宮尾すすむ、アイドル歌手の岡崎ひとみ、所属レスラーの佐藤ちの（引退後も継続）、元女子野球選手（「ニューヤンキース」所属）の橋本美砂子らが担当。クラッシュギャルズ全盛期には小早川正昭（志生野の日テレ時代の後輩）が“リングサイドレポーター”を務め、さらに後は全女と提携関係にあったユニバーサル・プロレスリングのリングアナウンサーやフジテレビの局アナが、会場レポートを行った。長与千種もクラッシュギャルズ時代にレポーターを経験している。
- 当番組を製作していたのは、スポーツではなく、芸能・バラエティ番組を担当する部署だった。メインの実況アナだった志生野は、かつて著書のなかで「マット上に花の模様を描いて明るい雰囲気にしようとする発想は、芸能担当でなければ出なかったと思う」といった旨のことを書いている。
- 1986年、長与千種対ダンプ松本による「敗者髪切りデスマッチ」の再戦が決定したが、前回の反省を踏まえてテレビ中継は自粛されることとなった。その代替として全日本女子プロレスは、この再戦の模様を収録したビデオソフトを発売することにした。これが団体崩壊まで続いた「全女ビデオシリーズ」の第1号である。
- 1997年ごろ、開局したてのFIGHTING TV サムライで、同局の独自収録・編集および製作による「全日本女子プロレス中継」が放送されたことがあったが、すぐに打ち切られている。当番組にかかる、全日本女子プロレスとフジテレビとの契約がネックになったといわれている。なお、FIGHTING TV サムライは、フジテレビの中継撤退後に中継を再開し、団体崩壊直前まで放送した。
- 他団体のレスラーが登場する場面は契約の問題もあり、放送されないことがあった。主たる例として、1987年10月20日、大森ゆかりVS長与千種のダブルタイトルマッチで、試合後にリングサイドで観戦していた神取忍（当時ジャパン女子プロレス）と長与がアピールの応酬を繰り広げたが、本放送内ではその場面はカットされた（後に発売されたビデオではノーカットで収録されている）。
- エンディングに「フィニッシュシーン」としてその日の試合決着の瞬間と結果が放送されていた。